# Nanthiat
Nanthiat – miejscowość i gmina we Francji, w regionie Nowa Akwitania, w departamencie Dordogne.
Według danych na rok 1990 gminę zamieszkiwało 337 osób, a gęstość zaludnienia wynosiła 30 osób/km² (wśród 2290 gmin Akwitanii Nanthiat plasuje się na 848. miejscu pod względem liczby ludności, natomiast pod względem powierzchni na miejscu 985.).